# Digertjärnen, Los socken
Digertjärnen är en sjö i den del av Ljusdals kommun som ligger i Dalarna och ingår i Ljusnans huvudavrinningsområde. Sjön är 4 meter djup, har en yta på 0,3 kvadratkilometer och är belägen 424,1 meter över havet.

## Delavrinningsområde
Digertjärnen ingår i det delavrinningsområde (685906-144004) som SMHI kallar för Mynnar i Övre Björnåflarken. Medelhöjden är 419 meter över havet och ytan är 12,73 kvadratkilometer. Det finns ett avrinningsområde uppströms, och räknas det in blir den ackumulerade arean 18,98 kvadratkilometer. Lillån som avvattnar avrinningsområdet har biflödesordning 3, vilket innebär att vattnet flödar genom totalt 3 vattendrag innan det når havet efter 209 kilometer. Avrinningsområdet består mestadels av skog (61 procent) och sankmarker (27 procent). Avrinningsområdet har 0,3 kvadratkilometer vattenytor vilket ger det en sjöprocent på 2,4 procent.